# Muir-Torre
 Mise en garde médicale
Le syndrome de Muir-Torre est une maladie héréditaire autosomique dominante, qui associe des tumeurs cutanées sébacées et un cancer viscéral. 
Aspects cliniques : 
Ce syndrome de Muir-Torre se manifeste après 50 ans par la conjonction  :
- d'atteintes dermatologiques : lésions à type d’adénome sébacé, de kératoacanthome, de carcinome ou d'épithélioma sébacé ;
- de cancers viscéraux : du tube digestifs (côlon et rectum) dans 60 % des cas et urogénitales dans 20 % des cas. Les autres types de cancer concernent les ovaires et l'utérus.

Le syndrome de Muir-Torre est considéré comme une variante phénotypique du syndrome de Lynch, qui se manifeste par un  cancer colique héréditaire sans polypose.
Les anomalies impliquées sur les gènes sont des erreurs d’appariement de l’ADN, appelées MSH2 et MLH1.

## Diagnostic
En 2015, une étude italienne suggère qu'une activation du système des glandes sébacées (Granulés de fordyce de la muqueuse buccale y compris) se produit chez les patients atteints de MTS. L'« hyperplasie sébacée intra-orale » peut selon cette étude constituer un paramètre clinique supplémentaire du syndrome de Muir-Torre, et elle pourrait distinguer des individus plus susceptibles d'être affectés par ce syndrome.